# Бои за Великую Новосёлку
Бои́ за Вели́кую Новосёлку — бои между ВС РФ и ВСУ, продолжавшийся с 4 ноября 2024 года по 26 января 2025 года возле посёлка городского типа Великая Новосёлка Донецкой области во время вторжения России на Украину в рамках битвы за Донбасс.

## Предыстория
Великая Новосёлка — важный пункт обороны как Донецкой, так и Запорожской областей. Местность вокруг Великой Новосёлки представляет сложный рельеф: это степь с неглубокими оврагами. Помимо этого, в районе посёлка пересекаются реки Мокрые Ялы, Шайтанка и Кашлагач.
По информации Центра оборонных стратегий (Украина), во время контрнаступления 2023 года Великая Новосёлка была крайне важным центром логистики для ВСУ.
С 1 сентября ВС РФ ускорили продвижение в сторону Курахово, Угледара, Покровска и Великой Новосёлки. С этого момента до 24 ноября на этих направлениях российскими военными было занято как минимум 1103 км².
Великая Новосёлка является важным для снабжения ВСУ населённым пунктом. Взятие российскими военными Великой Новосёлки может отрицательно повлиять на возможности Украины держать фронт на стыке Донецкой, Днепропетровской и Запорожской областей. Падение города также угрожает линиям снабжения, ведущим в Днепропетровскую и Запорожскую области. Великая Новосёлка также может стать плацдармом, дающим возможность  начать наступление на Днепропетровскую область.
После того, как в октябре 2024 года ВС РФ заняли Угледар, к северу от города российские военные столкнулись с мощной обороной ВСУ. Западнее Угледара дорога, тянущаяся от города к Великой Новосёлке, оказалась менее защищена, причём это не было связано с обороной Угледара, так как войска, защищающие этот участок, в обороне города участия не принимали. 8 октября ВС РФ совершили успешный прорыв, заняв село Золотая Нива.

## Ход боёв
4 ноября 2024 года Институт изучения войны на основе анализа геолоцированных кадров сообщил, что ВС РФ заняли село Шахтёрское, расположенное северо-восточнее Великой Новосёлки.
В середине ноября 2024 года Вооружённые силы РФ начали наступление западнее посёлка Великая Новосёлка. Российскими военными были заняты населённые пункты, ранее взятые под контроль украинскими военными во время контрнаступления летом 2023 года: Ровнополь, Левадное, Новодаровка.
В конце ноября 2024 года появилась информация о том, что наступление ВС РФ западнее Великой Новосёлки было сделано для того, чтобы скрыть направление основного удара, который был нанесён восточнее населённого пункта. Подразделения российских войск, ранее взявшие Угледар, наступали в сторону Курахово. Позже из этих подразделений была сформирована группа, которая нанесла удар восточнее Великой Новосёлки. две штурмовые группы ВС РФ быстро совершили 10-километровый марш-бросок со стороны занятых ранее Угледара (вдоль дороги Угледар — Великая Новоселка) и Шахтёрского и вышли к окраинам Великой Новосёлки.
23 ноября ВС РФ заняли Елизаветовку, Ильиновку и Екатериновку.
По состоянию на 24 ноября ВС РФ находились в 5 км от северо-восточной окраины Великой Новосёлки и в 2,5 км от юго-восточной.
25 ноября по данным Института изучения войны 5 танковая бригада ВС РФ подошла к восточным границам посёлка, грозя его окружением. 
В конце ноября российские военные перерезали дорогу к северу от посёлка, идущую к трассе Запорожье-Курахово-Донецк. 
30 ноября ВС РФ заняли село Раздольное, расположенное в 7 километрах северо-восточнее Великой Новосёлки. После этого российские войска начали атаки на село Новый Комар, расположенное в трёх километрах севернее Великой Новосёлки. 
1 декабря ВС РФ после марш-броска, потеряв нескольких единиц бронетехники, заняли Новый Комар и перерезали дорогу, ведущую от Великой Новосёлки на север.
К 9 декабря ВСУ выбили ВС РФ из Нового Комара.
10—13 декабря севернее Великой Новоселки ВСУ контратаками отбивали атаки небольших групп пехоты российских войск, поддерживаемых авиацией, беспилотниками и бронетехникой.
19 декабря министерство обороны России заявило, что российские войска захватили Новый Комар, но ISW не обнаружил подтверждения этим заявлениям.
22 и 23 декабря российские войска продолжали атаковать вблизи самой Великой Новоселки; к северу от посёлка в районе Нового Комара; к северо-востоку от Великой Новоселки в районе Раздольного; к югу от посёлка в районе Благодатного, Сторожевого и Макаровки; и к юго-западу от Великой Новоселки в районе Новодаровки. Украинские подразделения в Макаровке вели бои в полуокружении.
По информации украинского проекта DeepState от 23 декабря, российские военнослужащие окружили украинские подразделения в Макаровке. В ВСУ назвали информацию об окружении ошибкой. После этого DeepState опубликовал заявление, в котором указал, что имеет репутацию высокого уровня, но не всем командующим нравится правда.
23—24 декабря 2024 года ВС РФ захватили Сторожевое и Макаровку.
25—26 декабря российские войска продвинулись к западу от Времевки (к юго-западу от Великой Новоселки) и перерезали дорогу О-0510 Великая Новоселка — Гуляйполе. Продолжались бои вблизи Раздольного, Нового Комара (к северу от Великой Новоселки) и к юго-западу от Великой Новоселки вблизи Времевки и Новодаровки.
27—28 декабря украинские войска контратаковали к северу от трассы О-0510 Великая Новоселка — Гуляйполе, стремясь восстановить утраченную коммуникационную линию.
13 января 2025 года 127-я мотострелковая дивизия РФ заняла село Нескучное.
Взятие российскими военными под контроль Времевки и Нескучного лишило возможности украинские подразделения наводить переправы через реку Мокрые Ялы, отделяющую город от территорий, занятых ВСУ.
17 января 2025 года 127-я мотострелковая дивизия заняла село Времевка.
18 января российские военные зашли в восточную часть Великой Новосёлки и продвинулись западнее кладбища.
24 января ВС РФ продвинулись в центре Великой Новосёлки и в восточной части посёлка.
25 января бойцы 40-й отдельной бригады морской пехоты ВС РФ подняли флаг на востоке Великой Новосёлки.
26 января 2025 года, в соответствии с картами украинского OSINT-проекта DeepState и сообщениями российских телеграм-каналов, ВС РФ заняли Великую Новосёлку.

## Последующие события
После потери Великой Новосёлки 27 января президент Украины Владимир Зеленский снял с должности командующего восточным фронтом Андрея Гнатова и назначил на его место генерала Михаила Драпатого, командующего сухопутными войсками Украины.
27 и 28 января российские войска продолжили атаки вблизи самой Великой Новоселки, к северо-востоку от города — около Роздольного; к западу от Великой Новоселки около Новоселки.
К 29 января ВС РФ продвинулись к северу от Раздольного (северо-восток от Великой Новоселки), к юго-востоку от Новодаровки и к востоку от Ольговского (юго-запад от Великой Новоселки).
ВС РФ использовали захват Великой Новоселки для продвижения дальше на север от населенного пункта в сторону административной границы Донецкой и Днепропетровской областей и в середине февраля возобновили наступательные операции к северо-востоку, северу и западу от Великой Новоселки после временной приостановки атак в этих районах на несколько недель в конце января. 20 февраля, после форсирования реки Мокрые Ялы, российские войска захватили Новоочеретоватое (к северо-западу от Великой Новоселки).
26 февраля ВС РФ заняли село Скудное, 28-го — Бурлацкое и продвинулись в юго-восточном Привольном.
Геолокационные кадры, опубликованные 12 марта, подтвердили захват российскими войсками Днепроэнергии (к северу от Великой Новоселки).
Хотя в середине марта наступление ВС РФ значительно замедлилось, но российские войска продолжили атаки в районах Бурлацкого, Привольного и в направлении Новополя. 19—20 марта ВСУ контратаковали в районе Веселого и Новодаровки.
Во второй половине марта и начале апреля ВС РФ продолжали атаки к северу от Великой Новоселки около Скудного и к северо-западу от Великой Новоселки около Вольного Поля, Привольного, Веселого, Федоровки и Бурлацкого.
Во второй половине апреля — первой половине мая российские войска атаковали к северу от Великой Новоселки в районе Скудного; к северо-западу от Великой Новоселки у Привольного, Вольного Поля, Комара и Веселого и в направлении Шевченко; и к юго-западу от Великой Новоселки в районе Новоселки, Зеленого Поля и Новополя. Украинские войска контратаковали в районе Зеленого Поля, Новополя и Комара (к северо-западу от Великой Новоселки).
28 мая российские войска захватили Зеленое Поле (к западу от Великой Новоселки).
6 июня российские войска захватили Фёдоровку и начали бои за Комар.
13 июня МО РФ заявило о захвате села Комар.
27 июня ВС РФ захватили Новосёлку.

## Оценки
В ноябре 2024 года ISW отмечал, что успехи российских войск вблизи Угледара и Великой Новосёлки свидетельствовали о том, что война не зашла в тупик. Стабильность линии фронта в Донецкой области уменьшалась, а российские войска в ноябре 2024 года продвигались значительно быстрее, чем в течение всего 2023 года. 
По оценкам The New York Times, при захвате Великой Новосёлки Россия использовала ту же эффективную тактику, которая была использована для захвата Угледара и Курахово: используя численное превосходство, ВС РФ зажимали украинские подразделения в клещи и принуждали к отступлению для того, чтобы не попасть в окружение. 